# چیزی شبیه خوشبختی
چیزی شبیه خوشبختی (چکی: Štěstí)، (انگلیسی: Something Like Happiness) یک فیلم از سینمای جمهوری چک محصول سال ۲۰۰۵، به کارگردانی بهدان اسلاما و بازی تاتیانا ویلهلمووا، آنا گیسلرووا، پاول لیشکا، زوزانا کرونرووا و واندا هیبرنووا است. داستان فیلم دربارهٔ ۳ جوان است که در همسایگی یکدیگر در یک بلوک فرسوده بزرگ شده‌اند و در عین پریشان‌احوالی نسبت به آینده، به دنبال امید هستند.

## جوایز
این فیلم در جشنواره فیلم سن‌سباستین سال ۲۰۰۵ برنده جایزه صدف طلایی شد. همچنین چیزی شبیه زندگی بهجایزه شیر چک رسید. شیر چک نام یک جایزهٔ ملی فیلم و تلویزیون در کشور جمهوری چک است که همه‌ساله توسط آکادمی فیلم و تلویزیون چک ČFTA به برترین‌های این دو رسانه اهدا می‌شود.

## بازیگران
- تاتیانا ویلهلمووا
- آنا گیسلرووا
- پاول لیشکا
- زوزانا کرونرووا
- واندا هیبرنووا